# نيك إي.تاراباي
نيك إي.تاراباي (بالإنجليزية: Nick E. Tarabay)‏ هو ممثل أمريكي ولبنان، ولد في 28 أغسطس 1975 في لبنان.

## أعمال

### أفلام
- (2013) ستار تريك إلى الظلام[5][6][7]

### مسلسلات
- إن سي آي إس
- بيرسون أوف إنترست
- ذا إكسبانس
- سبارتاكوس
- آلهة الحلبة
- كاسل

## وصلات خارجية
- نيك إي.تاراباي على موقع IMDb (الإنجليزية)
- نيك إي.تاراباي على موقع ألو سيني (الفرنسية)
- نيك إي.تاراباي على موقع أول موفي (الإنجليزية)
- نيك إي.تاراباي على موقع قاعدة بيانات الفيلم (الإنجليزية)
- نيك إي.تاراباي على موقع كينوبويسك (الروسية)